# Филип Трусије
Филип Трусије (фр. Philippe Troussier; Париз, 21. март 1955) бивши је француски фудбалер и тренер.
Био је тренер јапанске фудбалске репрезентације од 1998. до 2002.